# Baia della sicurezza
La baia della sicurezza (in inglese Security Bay) è un'insenatura situata tra le punte Homeward e Gauthier sul lato nord dell'isola Doumer nell'arcipelago Palmer. La baia fu descritta per la prima volta dalla prima spedizione francese in Antartide (1903–1905) guidata da Jean-Baptiste Charcot. Così chiamata dal Comitato britannico per i toponimi antartici nel 1958 visto che la baia offre un riparo adeguato alle piccole imbarcazioni sia contro le tempeste di sud-ovest che creano un mare grosso all'ingresso meridionale del canale Neumayer, sia contro i forti venti da nord-est che si sviluppano lungo il canale. Questo luogo fu utilizzato più volte per questo scopo dall'unità idrografica della Royal Navy nel 1956-57.